# Viktor Melnicsuk
Viktor Melnicsuk (ungarisch Melnicsuk Viktor, auch in der Schreibweise Viktor Melnyicsuk und Viktor Melnichuk; * 31. August 2001 in Dobrjanytschi, Ukraine) ist ein ungarischer Handballspieler, der auch die ukrainische Staatsbürgerschaft besitzt. Der zentrale Rückraumspieler gehört der Ungarischen Beachhandball-Nationalmannschaft der Männer an, für die er als Specialist aufläuft.

## Hallenhandball
Viktor Melnicsuk begann 2009 bei SC Szeged mit dem Handballsport. 2014 wechselte er zu Éles KISE, 2016 zum Zweitligisten Veszprém KKFT Felsőörs. Dort gab er in der Saison 2017/18 sowohl in der dritten (acht Spiele) als auch der zweiten ungarischen Liga (zehn Spiele) seine Debüts. 2018 folgte der Wechsel zum Erstligisten KC Veszprém, wo er zunächst vor allem in der zweiten Mannschaft eingesetzt wurde, aber auch in der ersten Saison sein Debüt in der höchsten ungarischen Liga gab. 2019 wurde er ungarischer Vizemeister. 2020 wechselte er für zwei Monate in sein Geburtsland zum Erstligisten und amtierenden Meister HK Motor Saporischschja, danach zum ungarischen Erstligisten Komló Sport Kft. Mit Saporischschja spielte er auch im Europapokal. Bis zum Abschluss der Saison 2020/21 bestritt Melnicsuk 28 Spiele in der ungarischen ersten Liga, 44 in der zweiten und 12 in der dritten Liga. Dazu kommen acht Einsätze in Pokal und Ligapokal.
Viktor Melnicsuk schloss sich im Sommer 2024 dem ungarischen Erstligisten Balatonfüredi KSE an.

## Beachhandball
Im Beachhandball tritt Melnicsuk für den Spitzenverein Hír-Sat BHC an, mit dem er 2016 und 2017 ungarischer Meister wurde und 2020 den Pokal gewann.

### Nationalmannschaft Jugend und Junioren
Sein internationales Debüt gab Melnicsuk für die ungarische Jugend-Nationalmannschaft bei den Junioren-Europameisterschaften 2017 (U17) am Jarun-See in Zagreb. Ungarn startete mit zwei Niederlagen schwach in das Turnier und konnte mit zwei Siegen das frühe Ausscheiden in der Vorrunde knapp verhindern. Im Viertelfinale wurde anschließend Kroatien geschlagen, danach im Halbfinale die russische Mannschaft. Im Finale mussten sich die Ungarn den Spaniern geschlagen geben und gewannen die Silbermedaille. Melnicsuk spielte in allen sieben Partien und erzielte 24 Punkte.
2017 startete Melnicsuk mit seiner Mannschaft in Ulcinj in Montenegro mit drei Siegen in der Vorrunde in die Junioren-Europameisterschaften (U18). Im letzten Vorrundenspiel gegen Portugal war er mit 16 Punkten bester Werfer seiner Mannschaft, nachdem zuvor gegen Frankreich bei 12 erzielten Punkten nur Benedek Tóth mit 16 Punkten erfolgreicher war. Als Gruppenerster zog die Mannschaft in das Viertelfinale, wo jedoch Polen im Shootout unterlegen wurde. Nachdem auch im ersten Platzierungsspiel gegen Italien verloren wurde, ging es im letzten Platzierungsspiel nur noch um den siebten Rang, der mit einem Sieg über Portugal erreicht wurde. Melnicsuk kam erneut in allen sechs Spielen zum Einsatz und erzielte 44 Punkte.

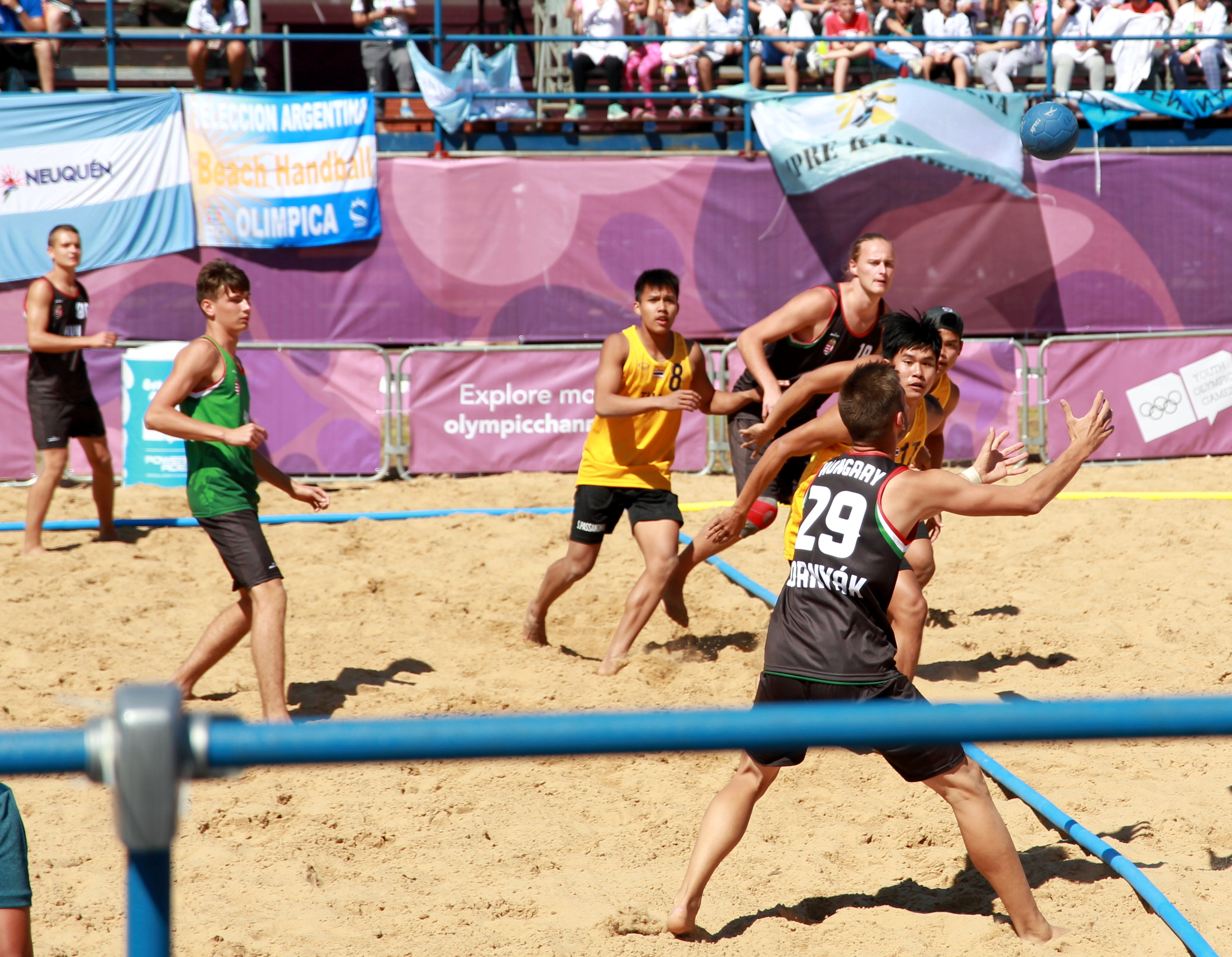
Melnicsuk (links, in grün) bei einem Angriff auf das Tor Thailands im Vorrundenspiel der Olympischen Jugendspiele

Höhepunkt der Juniorenzeit wurde die Teilnahme an den Olympischen Jugend-Sommerspiele 2018 von Buenos Aires, wo Beachhandball erstmals Olympisch war. Ungarn begann das Turnier mit einem Sieg über Venezuela, Melnicsuk war wie Benedek Tóth mit je 12 erzielten Punkten zweitbester Werfer seiner Mannschaft nach Bence Hornyák. Es folgte ein Sieg über Chinesisch-Taipeh (Taiwan), bei dem Melnicsuk vor allem als Vorlagengeber mit drei Assists glänzte. Beim Sieg im Shootout über Spanien im dritten Spiel war Melnicsuk mit neun erzielten Punkten erneut zweitbester Werfer seiner Mannschaft hinter Hornyák. Beim knappen Sieg über Thailand blieb Melnicsuk unauffällig, fiel einzig durch zwei Ballverluste auf. Auch beim deutlichen Sieg über Uruguay reihte sich Melnicsuk in eine geschlossene Mannschaftsleistung ein. Mit fünf Siegen aus fünf Spielen zog Ungarn als Tabellenerster in die Hauptrunde ein.

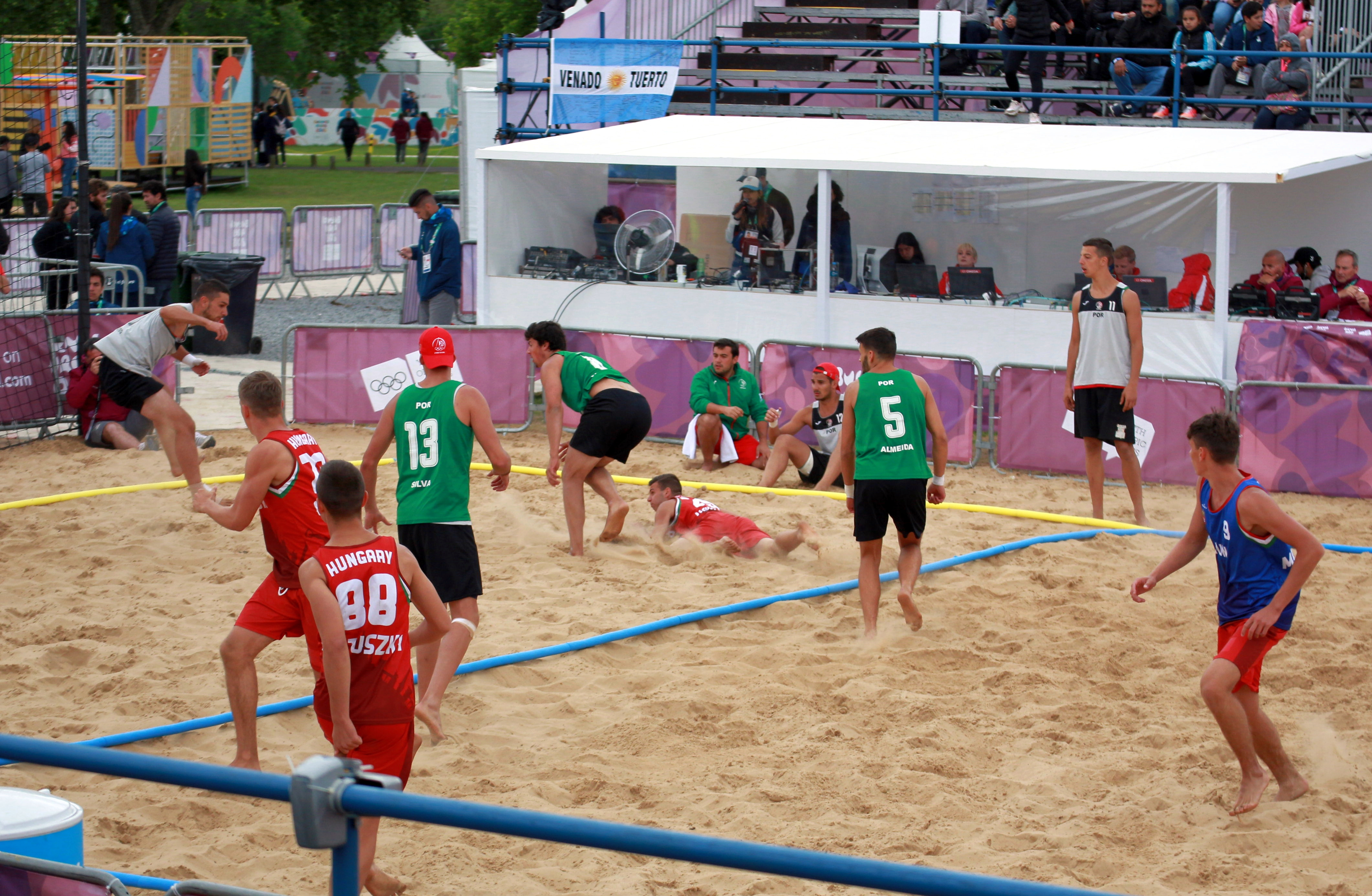
Melnicsuk (rechts, in blau) im Hauptrundenspiel gegen Portugal bei den Olympischen Jugendspielen

In der Hauptrunde stoppte die Siegesserie und verkehrte sich regelrecht. Bei der Niederlage gegen Portugal fiel Melnicsuk in einer erneut geschlossenen Mannschaftsleistung wieder nur durch zwei schwere Ballverluste auf. Bei der Niederlage gegen Kroatien war er mit zehn Punkten bester Werfer der Ungarn. Bei der vor allem im ersten Durchgang deutlichen Niederlage gegen die Gastgeber aus Argentinien war Melnicsuk vor allem als Vorlagengeber erfolgreich und erzielte dabei den hohen Wert von neun Torvorlagen. Zudem wurde er zweimal Strafstoßreif gefoult verlor aber erneut zweimal den Ball. Am Ende waren die Ungarn nur letzte der Hauptrunden-Gruppe, mit derselben Punktzahl wie die Halbfinalisten aus Portugal und Kroatien. Zum Abschluss konnte gegen Thailand i Platzierungsspiel um den fünften Rang noch einmal ein deutlicher Sieg gefeiert werden. Auch in diesem Spiel glänzte Melnicsuk mit neun Torvorlagen, verlor aber einmal mehr zweimal den Ball an die gegnerische Mannschaft. In neun Spielen traf er zu 58 Punkten und gab 21 Torvorlagen.

### Nationalmannschaft der Männer

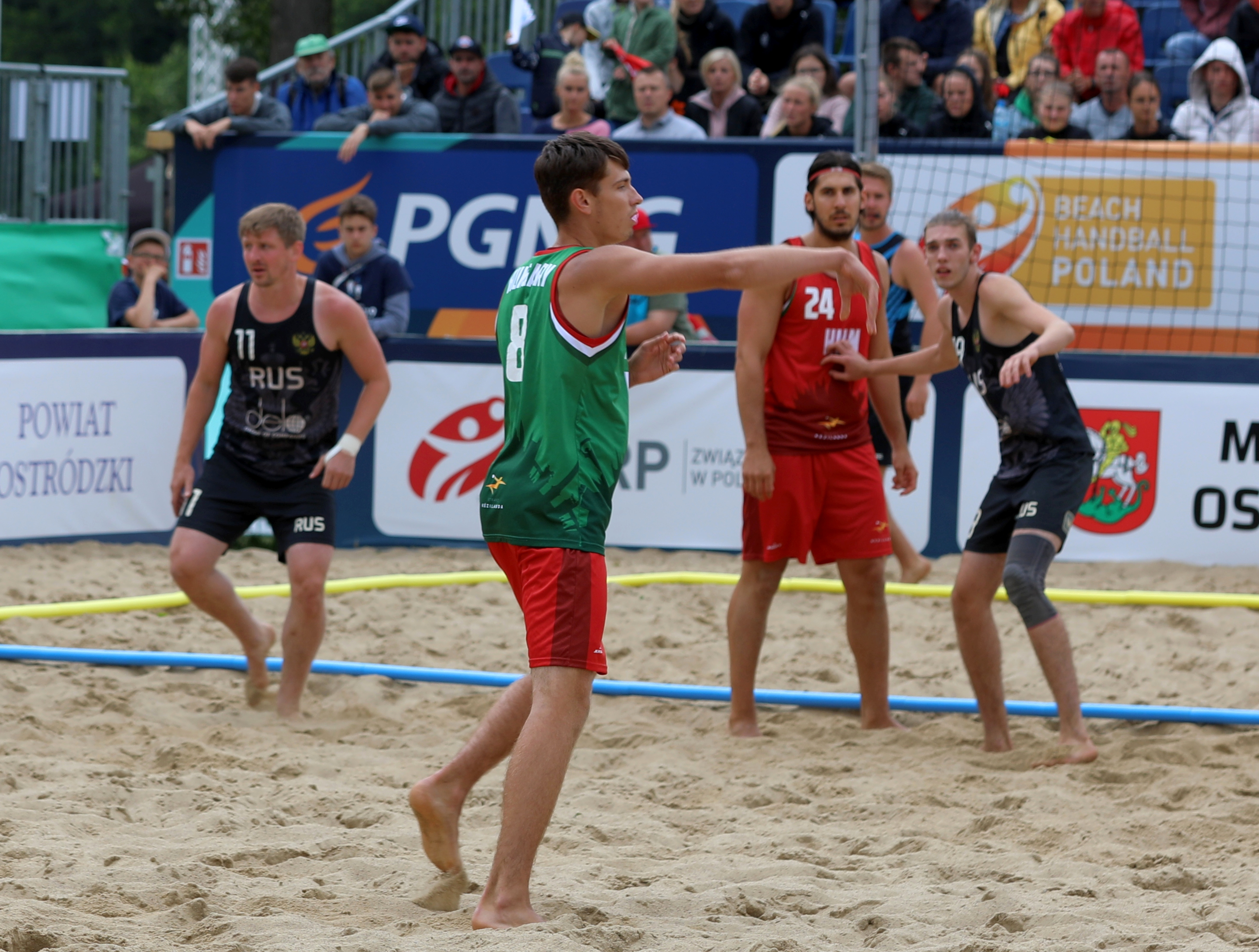
Melnicsuk im Spiel um die Bronzemedaille bei der EM 2019

Als einziger der Teilnehmer an den Olympischen Jugendspielen wurde – anders als bei den ungarischen Frauen, wo sich der halbe Kader aus solchen Spielerinnen rekrutierte – Melnicsuk für die Europameisterschaften 2019 in Stare Jabłonki, Polen, nominiert. Nach sechs Siegen in der Vor- und Hauptrunde verlor Ungarn erneut erst das letzte der Hauptrundenspiele gegen Kroatien. Im Achtelfinale wurde Deutschland im Shootout besiegt. Wie bei den beiden Europameisterschaften zuvor verloren die Ungarn ihr Halbfinalspiel, dieses Mal gegen Dänemark. Das Spiel um den dritten Rang gegen Russland konnte Melnicsuk mit Ungarn mit 2:0 gewinnen. Er bestritt neun der zehn Spiele, nur gegen die Schweiz kam er nicht zum Einsatz, und erzielte 28 Punkte, die meisten mit acht im Vorrundenspiel gegen Montenegro.
Bei den erstmals ausgetragenen World Beach Games 2019 in Doha spielte Ungarn eine gute Vorrunde und platzierte sich mit drei Siegen bei zwei Niederlagen hinter Katar auf dem zweiten Platz der Vorrunden-Tabelle. Im Viertelfinale unterlag Ungarn der Mannschaft Schwedens im Shootout. Bei den weiteren Platzierungsspielen schlugen die Ungarn zunächst den Europameister aus Dänemark, unterlagen dann aber im Spiel um Rang fünf Kroatien.
Weit weniger erfolgreich verliefen die Europameisterschaften 2021 in Warna, Bulgarien. Nach einer Auftaktniederlage gegen Frankreich konnten die Ungarn ihre drei folgenden Vorrundenspiele gewinnen und sich als Zweitplatzierte ihrer Gruppe für die Hauptrunde qualifizieren. Dort wurde gegen die skandinavischen Spitzenmannschaften aus Dänemark und Norwegen verloren, gegen eine weitere Weltklassemannschaft, Spanien, wurde indes im Shootout gewonnen. Als Vorletzte der Hauptrunden-Gruppe verpassten die Ungarn zum ersten Mal seit nach ihrer ersten Teilnahme an einer EM 2002 das Achtelfinale. Gegen die Niederlande, Schweden und Italien wurden die folgenden drei Platzierungsspiele gewonnen, womit die Ungarn am Ende Neunte und damit beste Mannschaft außerhalb des Achtelfinales waren. Melnicsuk bestritt acht der zehn Spiele und erzielte 26 Punkte. Nicht zum Einsatz kam er in der Vorrunde gegen Griechenland und in der Hauptrunde gegen Norwegen.

## Erfolge

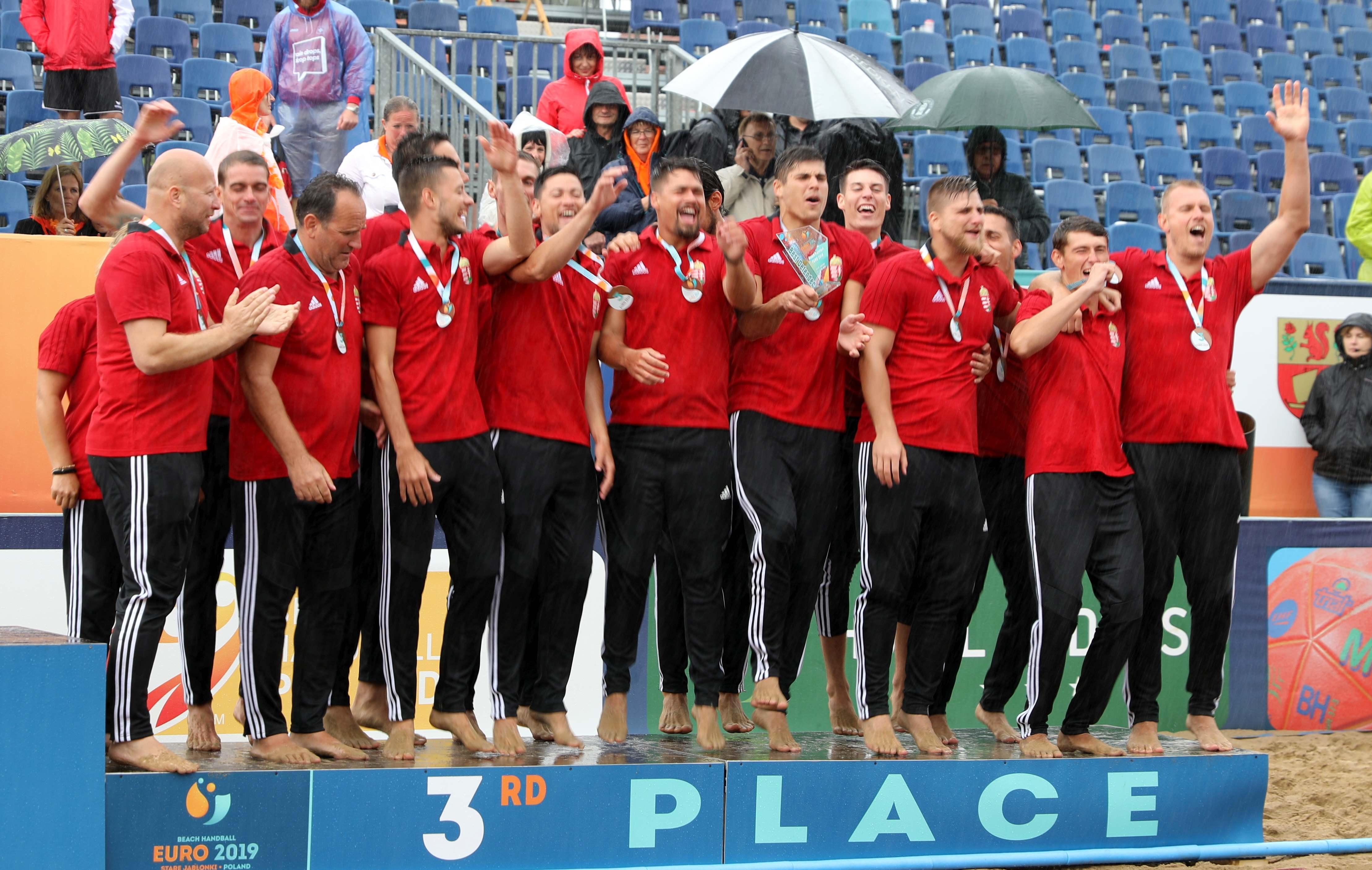
Die ungarische Mannschaft bei der Siegerehrung der Euro 2019

| World Beach Games - 2019 6. Beachhandball-Europameisterschaften - 2019 - 2021 9. | Olympische Jugend-Sommerspiele - 2018 (U 18): 5. Beachhandball-Junioreneuropameisterschaften - 2017 (U 17) - 2018 (U 18) 7. | Ungarische Beachhandball-Meisterschaften - 2017 - 2018 Ungarischer Beachhandball-Pokal - 2020 |

## Einzelbelege
1. ↑  Official Announcement: Viktor Melnyicsuk - Telekom Veszprém. Abgerufen am 31. August 2021 (englisch).
Kankaras departs Meshkov Brest, youngsters Melnyicsuk and Hornyak leave Telekom Veszprem. Abgerufen am 31. August 2021 (englisch).
2. ↑  Start in den Super-Februar: Donnerstag ist der HC Motor zu Gast | THW Kiel - Die offizielle Website. Abgerufen am 31. August 2021.
3. ↑  VG Live. Abgerufen am 31. August 2021 (norwegisch).
4. ↑  Szerződtettük Melnicsuk Viktort! Abgerufen am 29. April 2024 (ungarisch).
5. ↑  kézitörténelem.hu. Abgerufen am 31. August 2021.
6. ↑  kézitörténelem.hu. Abgerufen am 31. August 2021.
7. ↑  European Handball Federation - 2017 Men's Ech Beach Handball 17 / Final Tournament. Abgerufen am 31. August 2021 (englisch).
8. ↑  European Handball Federation - 2018 Men's ECh Beach Handball 18 / Final Tournament. Abgerufen am 31. August 2021 (englisch).
9. ↑  Day of upsets shakes up beach handball competition. Abgerufen am 31. August 2021.
10. ↑  2018 Summer Youth Olympics Official Result Book Beach handball
11. ↑  https://www.ihf.info/competitions/men/308/anoc-mens-world-beach-games-2019/9821/teams/132
12. ↑  European Handball Federation - 2019 Men's ECh Beach Handball / Final Tournament. Abgerufen am 18. November 2020 (englisch).
13. ↑  European Handball Federation - 2021 Men's ECh Beach Handball / Final Tournament. Abgerufen am 31. August 2021 (englisch).

| Personendaten    | Personendaten                                                       |
| ---------------- | ------------------------------------------------------------------- |
| NAME             | Melnicsuk, Viktor                                                   |
| ALTERNATIVNAMEN  | Viktor, Melnicsuk (ungarisch); Viktor Melnyicsuk; Melnichuk, Viktor |
| KURZBESCHREIBUNG | ungarischer Handball- und Beachhandballspieler                      |
| GEBURTSDATUM     | 31. August 2001                                                     |
| GEBURTSORT       | Dobrjanytschi, Ukraine                                              |